# Henry Fletcher Hance

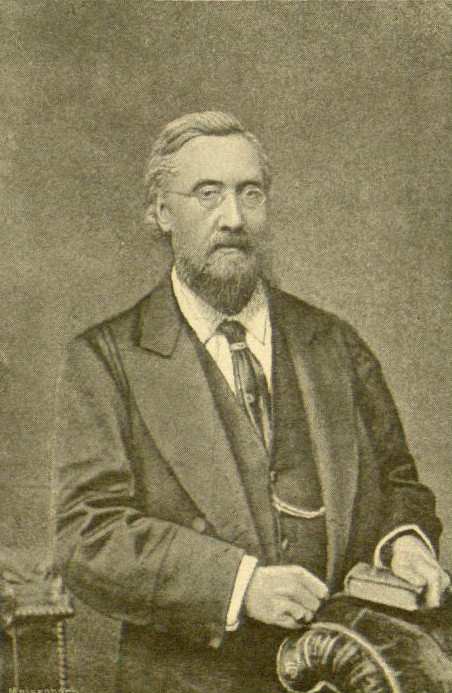
Henry Fletcher Hance

Henry Fletcher Hance (* 4. August 1827 in London; † 22. Juni 1886 in Xiamen) war ein britischer Diplomat und Botaniker. Sein botanisches Autorenkürzel lautet „Hance“.

## Leben
Henry Fletcher Hance verbrachte einen Großteil seiner Jugend auf dem Anwesen seines Großvaters Colonel Fletcher in Plymouth, Devonshire und erhielt seine Ausbildung sowohl in London als auch in Belgien. Am 1. September 1844, im Alter von 17 Jahren, trat er in den Staatsdienst (Civil Service) in der neuen Kolonie Hongkong nach der Nominierung von Gouverneur John Francis Davis. Im April 1851 wurde Hance, um sich von immer wieder auftretenden Fieber zu erholen, zurück nach London geschickt, das Schiff zerschellte aber in der Nähe von Java. Hance wurde gerettet und konnte seine Reise nach London fortsetzen und heiratete dort 1852, bevor er nach Hongkong zurückkehrte. Am 1. Mai 1854 wurde er als vierter Assistent zur Superintendency of Trade in China und kurze Zeit später als Oberassistent ans Konsulat in Guangzhou (Kanton) unter Konsul Harry Smith Parkes versetzt. Nach dem Brand in Guangzhou in Folge des Zweiten Opiumkriegs ging er im Dezember 1856 zurück nach Hongkong, musste aber im Mai 1859 wieder an seine alte Stelle nach Guangzhou. Am 26. Mai 1861 wurde er Vize-Konsul in Huangpu (Whampoa). Nach dem Weggang von Brooke Robertson war er von März 1878 bis November 1879 Konsul von Guangzhou und begleitete dieselbe Stelle von August bis Dezember 1881 und von Juli 1884 bis Mai 1885. Im Mai 1886 wurde er Konsul in Xiamen (Amoy), verstarb dort aber bereits am 22. Juni und wurde am 26. Juni auf dem Friedhof „Happy Valley“ in Hongkong begraben.
Hance verbrachte die meiste seiner Freizeit mit dem Sammeln von Pflanzen und botanischen Studien. Sein Herbarium umfasste zu seinem Tod 22.437 Belege, welche an das Natural History Museum in London gingen. Für seine Arbeiten auf dem Gebiet der Botanik erhielt er am 24. November 1849 die Ehrendoktorwürde der Ludwigs-Universität Gießen verliehen. Am 5. Februar 1877 wurde er in die Leopoldina aufgenommen und war seit dem 21. Februar 1878 Mitglied der Linnean Society of London.

## Werke
Emil Bretschneider verzeichnet in seiner History of European Botanical Discoveries in China 222 Veröffentlichungen von Henry Fletcher Hance. Ein wichtiges Werk ist:
- Florae hongkongensis prostheke, 1872.[1]

## Ehrungen
Nach Hance wurde die Pflanzengattungen Hancea Seem. aus der Familie der Wolfsmilchgewächse (Euphorbiaceae) und Hanceola Kudô aus der Familie der Lippenblütler (Lamiaceae) benannt.